# Доказательство смерти
«Доказа́тельство сме́рти» (досл. «Смертеустойчивый»; англ. Death Proof) — комедийный триллер режиссёра Квентина Тарантино. Главный герой ленты, каскадёр Майк в исполнении Курта Рассела, с маниакальным упорством преследует молодых женщин на своей «смертеустойчивой» машине. Фильм выдержан в эстетике кинолент класса B 1970-х годов. Изначально картина задумывалась Квентином Тарантино как вторая часть проекта «Грайндхаус» (первую часть «Планета страха» снимал Роберт Родригес), однако после провала «Грайндхауса» в американском прокате режиссёр переделал «Доказательство смерти» в самостоятельный полнометражный фильм. Мировая премьера полнометражной версии состоялась 22 мая 2007 года в рамках Каннского кинофестиваля. На российские экраны лента вышла 7 июня. В ноябре 2012 года в интервью «The Hollywood Reporter» Тарантино назвал «Доказательство смерти» своим худшим фильмом, но при этом отметил, что хоть фильм и снят топорно, он не так уж и плох.

## Сюжет
Фильм состоит из двух историй, объединённых общим действующим лицом — фигурой каскадёра Майка.

### Остин, штат Техас
Три подруги Арлин, Шанна и радио-диджей Джулия Джангл едут в Остин, штат Техас, чтобы отметить день рождения Джулии. По пути они заезжают в придорожный бар, где проводят время в обществе своих малознакомых друзей за выпивкой и разговорами. За барной стойкой сидит мужчина со шрамом через все лицо. Этот человек известен бармену как «каскадёр Майк». Майк сидит за барной стойкой, пьёт безалкогольный коктейль, и без особого интереса общается с соседкой. Попутно Майк смотрит на девушек. Через некоторое время Майк покидает своё место и подходит к пьяной компании. Сказав пароль, который Джулия озвучила в прямом эфире своей радиостанции, Майк добивается от Арлин эротического танца. Проходит время, посетители бара собираются домой. Девушки садятся в свою машину, которую поведёт подъехавшая подруга Джулии. А Майк садится в свой чёрный Chevrolet Nova 1971 года, он берет в попутчицы Пэм, девушку из бара. Девушку настораживает, что в машине вместо пассажирского кресла пластиковая кабина с железной воронкой, но Майк успокаивает её, что, дескать, это каскадёрская машина и это место предназначено для съёмки. Машины с девушками и Майком разъезжаются.
На первом же повороте Майк поворачивает в сторону, противоположную той, что нужна Пэм, и разгоняется до большой скорости, при этом он намеренно едет очень агрессивно, из-за чего девушку швыряет по всему салону. Пэм начинает угрожать, просит выпустить её — на что Майк сообщает, что его машина является «смертестойкой», то есть водитель (но не пассажир) не погибнет в случае удара. После чего он резко тормозит и Пэм получает смертельные травмы, под воздействием инерции сильно ударившись о приборную панель. Майк не обращает на это особого внимания. Он обгоняет компанию девушек из бара, делает полный разворот за несколько сот метров до их машины, выключает фары и начинает разгон. Девушки не видят его и не слышат из-за очень громкой музыки в машине. Итогом становится прямое лобовое столкновение, показанное несколько раз с разных ракурсов для каждой из девушек, иллюстрируя последствия аварии. Далее действие переносится в госпиталь, где двое техасских полицейских, отец и сын, разговаривают об этом инциденте, в котором выжил только Майк. Отец интуитивно понимает, что это не несчастный случай, а предумышленное убийство, но у него нет доказательств и желания вести дело.

### Лебанон, штат Теннесси
Следующая история происходит 14 месяцев спустя в городе Лебанон, штат Теннесси. Опять же три подруги Ли, Абернэйти и Ким встречают свою знакомую Зои Белл, которая, как и они, работает в кинобизнесе. Зои работает каскадёром, её мечтой является прокатиться на капоте белого Dodge Challenger 1970 года. Зои находит продавца этой машины и подруги втроём, оставив Ли в качестве «залога», отправляются на прогулку. Зои ложится на капот этого автомобиля, держась за брючные ремни, прикреплённые к дверям. Через некоторое время появляется Майк, оправившийся после автокатастрофы. Теперь у него новый автомобиль — чёрный Dodge Charger 1969 года.
Он начинает таранить «Челленджер», с явным намерением сбросить если не его самого с дороги, то хотя бы Зои, отчаянно пытающуюся удержаться на капоте. В конце этой дуэли Майк выходит из машины и начинает насмехаться над девушками, в ответ на что Ким в ярости выхватывает пистолет и стреляет ему в руку. Не ожидавший такого поворота Майк быстро уезжает с места происшествия. Но оказывается, что после падения с капота Зои выживает и даже не получает серьёзных травм. Теперь хищники и жертвы меняются местами, и раненый Майк сам пытается уйти от жаждущих мести девушек. Погоня заканчивается тем, что «Челленджер» на полном ходу таранит «Чарджер», от чего тот несколько раз переворачивается. Девушки вытаскивают Майка из машины и забивают его насмерть.

## В ролях
- Курт Рассел — каскадёр Майк
- Зои Белл — Зои
- Розарио Доусон — Абернэйти Росс
- Трейси Томс — Ким
- Ванесса Ферлито — Арлин («Батерфляй»)
- Джордан Лэдд — Шанна
- Роуз Макгоуэн — Пэм
- Сидни Тамиа Пуатье — Джулия Джангл
- Мэри Элизабет Уинстед — Ли Монтгомери

### Второстепенные герои
Некоторые персонажи «Доказательства смерти» фигурируют также и в картине «Планета страха» Роберта Родригеса. Это няни-близняшки в техасском баре, расследующий обстоятельства аварии шериф Эрл Макгроу, а также доктор Дакота Блок из больницы, в которую попадает каскадёр Майк. Сама же больница подвергается нашествию зомби в «Планете страха».
- Омар Дум — Нэйт
- Майкл Бакалл — Омар
- Элай Рот — Дов
- Квентин Тарантино — бармен Уоррен
- Моника Стэггс — Ланна Франк: подруга Арлин, Шанны и Джулии, промышляющая продажей наркотиков. Так же, как и её подруги, погибает в автокатастрофе. О дублёрше Дэрил Ханны говорят девушки из второй части фильма. Моника Стэггс была дублёршей Дэрил Ханны в «Убить Билла».
- Майкл Паркс — Эрл Макгроу: Техасский шериф, впервые персонаж появился ещё в вампирском боевике Родригеса «От заката до рассвета», поставленном по сценарию Квентина Тарантино. Затем шериф появлялся вместе с сыном Эдгаром в картине «Убить Билла. Фильм 1». Вместе с Эдгаром (Джеймс Паркс) он появляется и в «Доказательстве смерти».
- Джонатан Лоугран — Джаспер: владелец «Доджа-Челленджера» 1970 года. Персонаж также появляется в первой части «Убить Билла».

## Критика
Фильм «Доказательство смерти» получил в целом умеренные отзывы, получив на Rotten Tomatoes 67% «свежести» со средним рейтингом 5,8 из 10, что основано на 45 отзывах критиков. Критический консенсус сайта гласит: «Доказательство смерти может показаться несколько незначительным в контексте широкой фильмографии Тарантино, но по своим собственным достоинствам он достаточно мощный». Французский журнал Cahiers du cinéma назвал «Доказательство смерти» вторым лучшим фильмом 2007 года. 

## Музыкальное сопровождение
| Оценки критиков | Оценки критиков |
| Источник        | Оценка          |
| --------------- | --------------- |
| AllMusic        | [ 9 ]           |
| Empire          | [ 10 ]          |
| Pitchfork       | (6.8/10)        |
| Rolling Stone   | [ 12 ]          |

Музыка из кинофильма «Доказательство смерти» полностью состоит из неоригинальной музыки, включая песни из множества других фильмов.
Саундтрек к фильму издан 3 апреля 2007, на лейбле Maverick, Warner Bros, вместе с саундтреком из кинофильма «Планета страха». В обоих альбомах содержались выдержки диалогов из фильма.
| №                   | Название                              | Автор(ы)                                  | Artist(s)                          | Длительность |
| ------------------- | ------------------------------------- | ----------------------------------------- | ---------------------------------- | ------------ |
| 1.                  | «The Last Race» ()                    | Jack Nitzsche                             | Jack Nitzsche                      | 2:39         |
| 2.                  | «Baby It's You»                       | Burt Bacharach Mack David Barney Williams | Smith                              | 3:23         |
| 3.                  | «Paranoia Prima» ()                   | Ennio Morricone                           | Ennio Morricone                    | 3:19         |
| 4.                  | «Planning & Scheming» (диалог)        |                                           | Eli Roth и Michael Bacall          | 1:00         |
| 5.                  | «Jeepster»                            | Marc Bolan                                | T. Rex                             | 4:09         |
| 6.                  | «Stuntman Mike» (диалог)              |                                           | Rose McGowan и Kurt Russell        | 0:19         |
| 7.                  | «Staggolee»                           | John Michael Hill Charlie Allen           | Pacific Gas & Electric             | 3:50         |
| 8.                  | «The Love You Save (May Be Your Own)» | Joe Tex                                   | Joe Tex                            | 2:56         |
| 9.                  | «Good Love, Bad Love»                 | Alvertis Isbell Eddie Floyd               | Eddie Floyd                        | 2:11         |
| 10.                 | «Down in Mexico»                      | Jerry Leiber Mike Stoller                 | The Coasters                       | 3:22         |
| 11.                 | «Hold Tight!»                         | Ken Howard Alan Blaikley                  | Dave Dee, Dozy, Beaky, Mick & Tich | 2:47         |
| 12.                 | «Sally and Jack» ()                   | Pino Donaggio                             | Pino Donaggio                      | 1:25         |
| 13.                 | «It's So Easy» ()                     | Willy DeVille                             | Mink DeVille                       | 2:10         |
| 14.                 | «Whatever-However» (диалог)           |                                           | Tracie Thoms и Zoë Bell            | 0:36         |
| 15.                 | «Riot in Thunder Alley» ()            | Richard Podolor                           | Eddie Beram                        | 2:04         |
| 16.                 | «Chick Habit»                         | Serge Gainsbourg April March              | April March                        | 2:07         |
| Общая длительность: | Общая длительность:                   | Общая длительность:                       | Общая длительность:                | 38:30        |

1. ↑  Первоначально из фильма 1964 года Village of the Giants
2. ↑  Первоначально из фильма 1971 года Кошка о девяти хвостах
3. ↑  Первоначально из фильма 1981 года Прокол
4. ↑  Первоначально из фильма 1980 года Разыскивающий
5. ↑  Первоначально из фильма 1967 года Thunder Alley